# اچ‌ام‌اس بی۸
اچ‌ام‌اس بی۸ (به انگلیسی: HMS B8) یک زیردریایی بود که طول آن ۱۳۵ فوت (۴۱ متر) بود. این زیردریایی در سال ۱۹۰۶ ساخته شد.